# جوني بارسون
جوني بارسون (بالإنجليزية: Johnnie Parsons)‏ مواليد 4 يوليو 1918، كان سائق فورملا 1 أمريكي سابق بدأ مسيرته الاحترافية سنة 1950. كان أول سباق له هو إنديانابوليس 500 سنة 1950، حقق أول فوز له في إنديانابوليس 500 سنة 1950. خاض خلال مسيرته 9 سباقات فاز في 1 منها.

## بطولات حققها
- إنديانابوليس 500 سنة 1950

## روابط خارجية
- جوني بارسون على موقع Racing-Reference.info (الإنجليزية)
- جوني بارسون على موقع DriverDB.com (الإنجليزية)